# Jackiewicze
Jackiewicze (biał. Яцкавічы; ros. Яцковичи) – wieś na Białorusi, w obwodzie mińskim, w rejonie miadzielskim, w sielsowiecie Budsław.

## Historia
W czasach zaborów w granicach Imperium Rosyjskiego.
W latach 1921–1945 wieś leżała w Polsce, w województwie nowogródzkim (od 1926 w województwie wileńskim), w powiecie duniłowickim (od 1926 w powiecie wilejskim), w gminie Budsław.
Według Powszechnego Spisu Ludności z 1921 roku zamieszkiwało tu 236 osób, 224 były wyznania rzymskokatolickiego a 12 prawosławnego. Jednocześnie 194 mieszkańców zadeklarowało polską przynależność narodową a 42 białoruską. Było tu 47 budynków mieszkalnych. W 1931 w 45 domach zamieszkiwało 229 osób.
Wykaz miejscowości z 1938 podaje również Jackiewicze – koszarkę kolejową. Mieszkało tu w 1 domu 8 osób.
Miejscowość należała do parafii rzymskokatolickiej w Budsławiu. Podlegała pod Sąd Grodzki w Krzywiczach i Okręgowy w Wilnie; właściwy urząd pocztowy mieścił się w Budsławiu.